# Lucia Nogueira
Lucia Fleury Nogueira (22 de Fevereiro de 1950, Goiânia – 20 de Junho de 1998) foi uma artista brasileira especializada em esculturas e instalações, trabalhos em vídeo e desenhos. A sua obra frequentemente aludia ao corpo e preocupava-se com a relação entre os objetos e a linguagem.

## Biografia

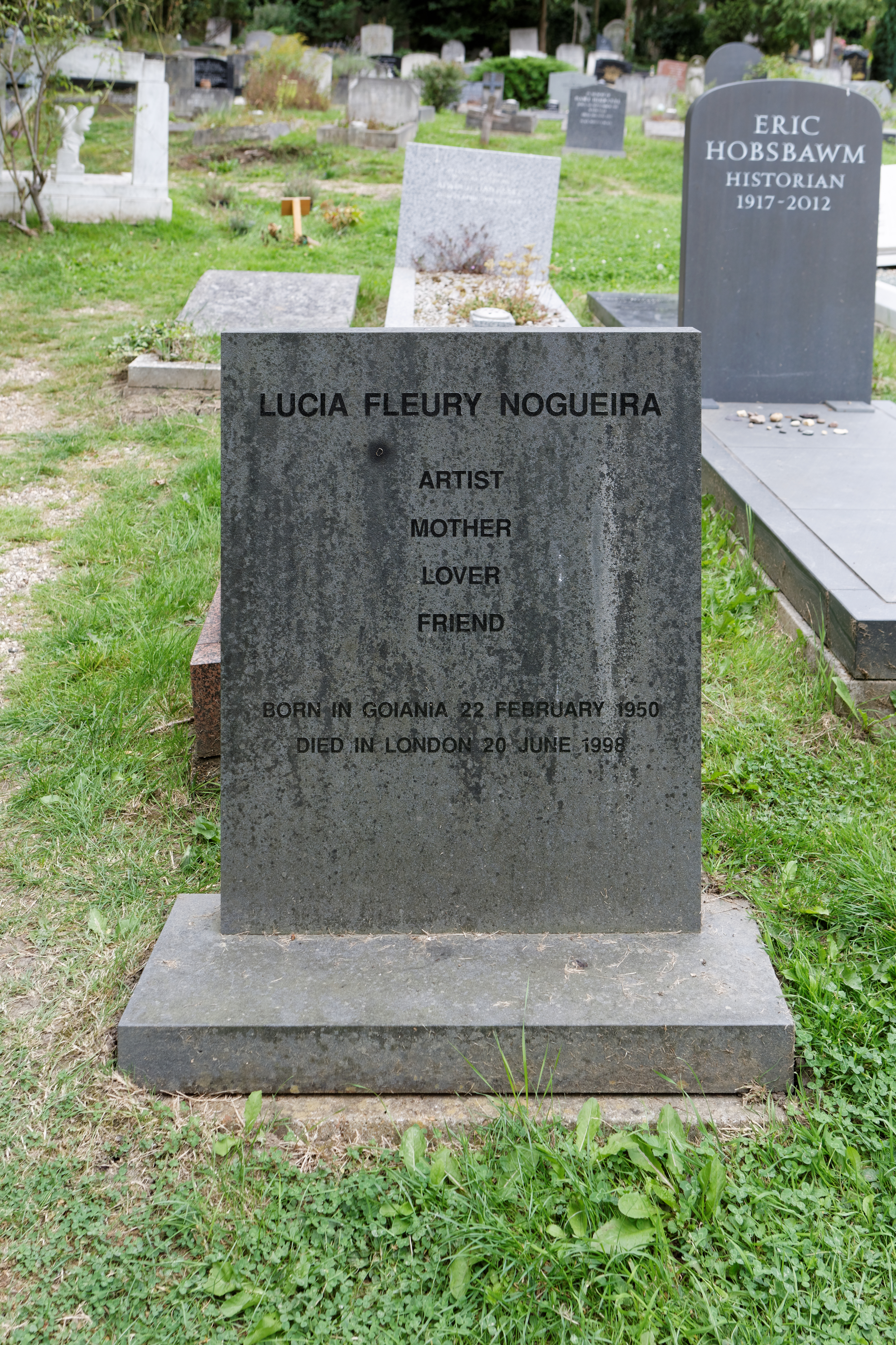
Túmulo de Lucia Nogueira no cemitério de Highgate

Nasceu em Goiânia, no centro do Brasil, e era o mais velho de cinco filhos. Ela estudou Jornalismo e Comunicação no Brasil e estudou fotografia nos EUA antes de viajar para Londres em 1975. Planejando ficar apenas duas semanas para visitar o irmão, acabou ficando o resto da vida. Em Londres, ela estudou pintura no Chelsea College of Arts de 1976 a 1979 e depois passou um ano na Central School of Art and Design .

## Trabalho
A primeira exposição individual de Nogueira foi na Carlile Gallery em Londres em 1988 e outras mostras logo se seguiram na Serpentine Gallery e na Chisenhale Gallery em Londres; a Ikon Gallery em Birmingham e no Camden Arts Centre, em Londres. Uma exposição retrospectiva foi realizada na galeria do Museu Serralves no Porto em 2007. O seu trabalho está na coleção da Tate, The Arts Council England, Leeds City Art Gallery, The Henry Moore Sculpture Trust, Museu Serralves e outras coleções internacionais.

Nogueira recebeu uma residência na Fondation Cartier em Paris em 1993 e um Prêmio Paul Hamlyn para Artistas Visuais em 1996.
"Minha forma de pensar é muito brasileira: minha forma de pegar objetos vem de lá também. É algo ligado à infância e também à psique brasileira. A nossa forma de pensar não é tão linear como na Europa . . . Na arte, você obviamente tem uma formação em história da arte. Não temos isso no Brasil. Acho que a forma como desenvolvemos o nosso sentido visual é diferente do modelo europeu. eu não tinha isso. Nós apenas fazemos tudo de uma forma muito empírica, até mesmo a arte."
Ela morreu de câncer aos 48 anos e está enterrada no cemitério de Highgate, no norte de Londres.